# Vieille école élémentaire à Sokobanja
La vieille école élémentaire à Sokobanja (en serbe cyrillique : Зграда Старе основне школе у Сокобањи ; en serbe latin : Zgrada Stare osnovne škole u Sokobanji) se trouve à Sokobanja et dans le district de Zaječar, en Serbie. Elle est inscrite sur la liste des monuments culturels protégés de la République de Serbie (identifiant no SK 755),.

## Présentation

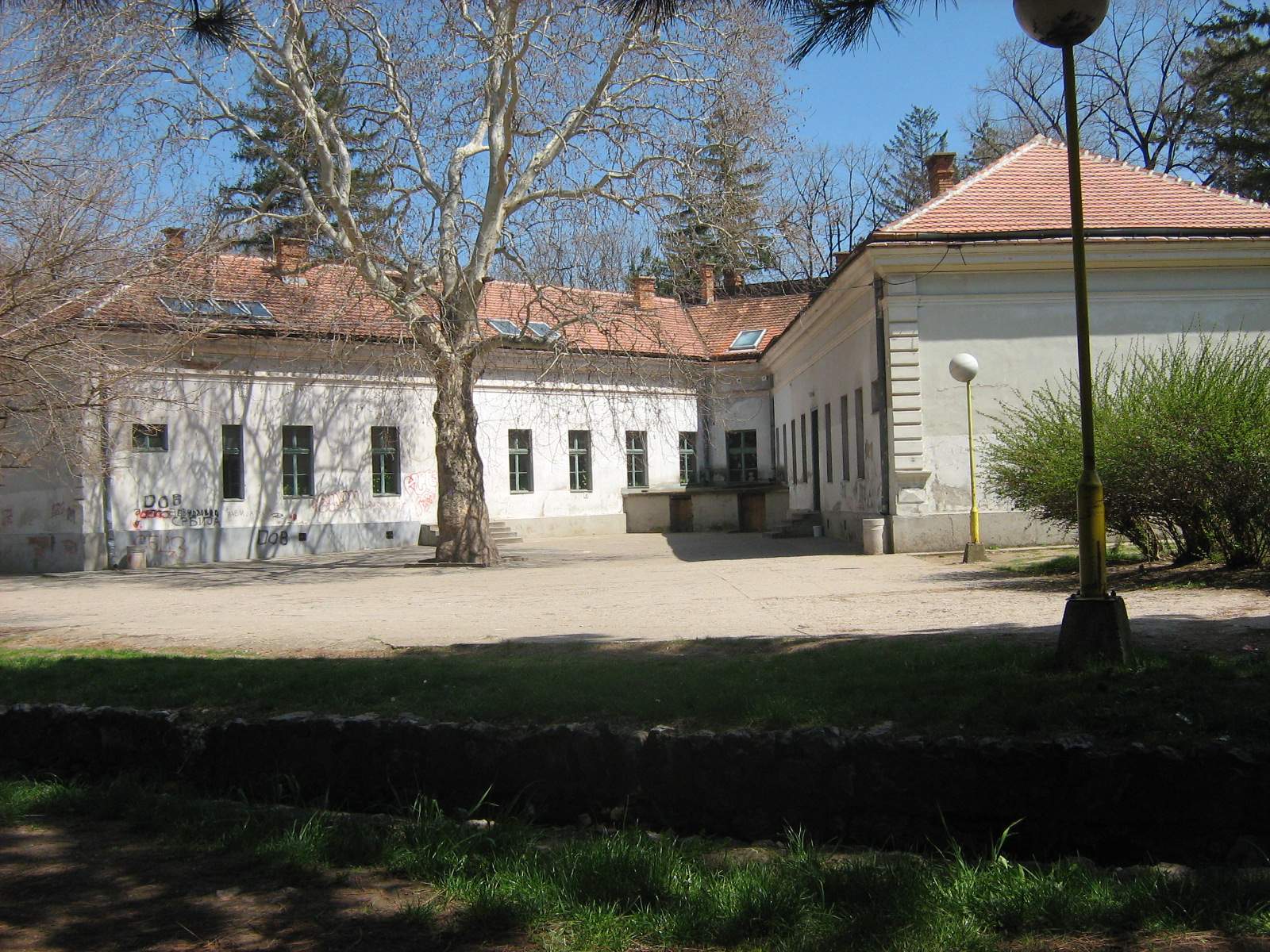
La cour de l'école.